# モーニングウェイ・ホームウェイ
モーニングウェイおよびホームウェイは、小田急電鉄が運行している特急列車（通勤特急）の愛称の一つである。本項では、東京地下鉄（東京メトロ）千代田線に乗り入れるメトロモーニングウェイおよびメトロホームウェイについても記す。他の小田急特急である「はこね」や「えのしま」同様に、ロマンスカー車両が用いられる。

## 概要

### ホームウェイ
1999年に運行を開始。2022年3月現在、小田急電鉄では17時以降に新宿駅を発車する下りの特急列車のすべてにこの愛称をつけており、この時間帯の特急がJRでのホームライナー（通勤客向けの有料着席保証列車）に相当するということを強調するための列車愛称である。また、東京メトロ千代田線北千住駅・大手町駅を夕方以降に発車し、小田急線に乗り入れる特急列車については「メトロホームウェイ」の愛称をつけている。小田原線を走る「はこね」「さがみ」に相当する系統、江ノ島線に直通する「えのしま」に相当する系統に大きく二分できる。
小田原線系統と江ノ島線系統を途中駅まで併結した列車も存在したが、2012年のダイヤ改正で系統が完全分離された。また多摩線に直通する系統も存在したが、2016年のダイヤ改正で廃止された。
特筆すべき運用としては、新宿駅18時発まで小田原線系統の列車は箱根湯本駅へ乗入れているという点である。
平日のホームウェイは83号・85号・87号が新百合ヶ丘は3番ホームの発着となり、土休日のホームウェイは87号が藤沢は2番ホームの発着となっている。
平日のメトロホームウェイは代々木上原～経堂間を緩行線走行し、新百合ヶ丘は3番ホームの発着となっている。

#### 停車駅
2022年3月12日現在
| 会社名             | 会社名           | 東京地下鉄 | 東京地下鉄 | 東京地下鉄 | 東京地下鉄 | 小田急電鉄 | 小田急電鉄   | 小田急電鉄   | 小田急電鉄 | 小田急電鉄 | 小田急電鉄 | 小田急電鉄 | 小田急電鉄 | 小田急電鉄   | 小田急電鉄 | 小田急電鉄 | 小田急電鉄 | 小田急電鉄 | ※        | ※          |
| 路線名             | 路線名           | 千代田線   | 千代田線   | 千代田線   | 千代田線   | 小田原線   | 小田原線     | 小田原線     | 小田原線   | 小田原線   | 江ノ島線   | 江ノ島線   | 江ノ島線   | 江ノ島線     | 小田原線   | 小田原線   | 小田原線   | 小田原線   | ※        | ※          |
| 停車駅 ＼ 列車名   | 停車駅 ＼ 列車名 | 北千住駅   | 大手町駅   | 霞ケ関駅   | 表参道駅   | 新宿駅     | 成城学園前駅 | 新百合ヶ丘駅 | 町田駅     | 相模大野駅 | 相模大野駅 | 大和駅     | 藤沢駅     | 片瀬江ノ島駅 | 海老名駅   | 本厚木駅   | 秦野駅     | 小田原駅   | 小田原駅 | 箱根湯本駅 |
| ------------------ | ---------------- | ---------- | ---------- | ---------- | ---------- | ---------- | ------------ | ------------ | ---------- | ---------- | ---------- | ---------- | ---------- | ------------ | ---------- | ---------- | ---------- | ---------- | -------- | ---------- |
| ホームウェイ       | 1号～            |            |            |            |            | ●          | →            | →            | ●          | →          | →          | ＝         | ＝         | ＝           | ●          | ●          | ○          | ○          | ○        | ○          |
| ホームウェイ       | 81号～           |            |            |            |            | ●          | →            | ●            | →          | ●          | ●          | ●          | ●          | ○            |            |            |            |            |          |            |
| メトロホームウェイ | 41号～           | ○          | ●          | ●          | ●          | ＝         | ●            | ●            | ●          | →          | →          | ＝         | ＝         | ＝           | ●          | ●          |            |            |          |            |

※…小田原 - 箱根湯本間は、小田急箱根鉄道線
- 凡例

●…全列車停車
○…一部列車のみ停車
→…通過
空欄・＝…経由しない

### モーニングウェイ
2018年3月17日より運行開始。列車愛称は2017年7月14日に「モーニングウェイ」「メトロモーニングウェイ」に決定したと発表された。午前9時30分までに新宿駅・千代田線大手町駅に到着する従来の「さがみ」「メトロさがみ」「えのしま」から変更の上、従来の7本から11本に増発する形で設定される。

#### 停車駅
2025年3月15日現在
| 会社名                 | 会社名           | 小田急電鉄 | 小田急電鉄 | 小田急電鉄 | 小田急電鉄 | 小田急電鉄   | 小田急電鉄 | 小田急電鉄 | 小田急電鉄 | 小田急電鉄 | 小田急電鉄 | 小田急電鉄   | 小田急電鉄   | 小田急電鉄 | 東京地下鉄 | 東京地下鉄 | 東京地下鉄 | 東京地下鉄 | 備考                                 |
| 路線名                 | 路線名           | 小田原線   | 小田原線   | 小田原線   | 小田原線   | 江ノ島線     | 小田原線   | 千代田線   | 千代田線   | 千代田線   | 千代田線   |              |              |            |            |            |            |            | 備考                                 |
| 停車駅 ＼ 列車名       | 停車駅 ＼ 列車名 | 小田原駅   | 秦野駅     | 本厚木駅   | 海老名駅   | 片瀬江ノ島駅 | 藤沢駅     | 大和駅     | 相模大野駅 | 相模大野駅 | 町田駅     | 新百合ヶ丘駅 | 成城学園前駅 | 新宿駅     | 表参道駅   | 霞ケ関駅   | 大手町駅   | 北千住駅   | 備考                                 |
| ---------------------- | ---------------- | ---------- | ---------- | ---------- | ---------- | ------------ | ---------- | ---------- | ---------- | ---------- | ---------- | ------------ | ------------ | ---------- | ---------- | ---------- | ---------- | ---------- | ------------------------------------ |
| モーニングウェイ       | 2号～            | ○          | ○          | ●          | ●          | ＝           | ＝         | ＝         | →          | →          | ●          | →            | →            | ●          |            |            |            |            | 秦野始発は1番ホーム発                |
| モーニングウェイ       | 80号～           | ○          | ●          | ●          | ●          | ＝           | ＝         | ＝         | →          | →          | →          | →            | →            | ●          |            |            |            |            | 平日のみ・秦野始発は1番ホーム発      |
| モーニングウェイ       | 90号～           |            |            |            |            |              |            |            | ●          | ●          | ●          | ●            | →            | ●          |            |            |            |            |                                      |
| モーニングウェイ       | 50号             |            |            |            |            |              | ●          | ●          | ●          | ●          | →          | →            | →            | ●          |            |            |            |            | 平日のみ                             |
| モーニングウェイ       | 60号             |            |            |            |            |              | ●          | ●          | ●          | ●          | →          | ●            | →            | ●          |            |            |            |            |                                      |
| メトロモーニングウェイ | 40号～           |            |            | ●          | ●          | ＝           | ＝         | ＝         | →          | →          | ●          | →            | →            | ＝         | ●          | ●          | ●          | ●          | 平日・代々木上原～経堂間は緩行線走行 |
| メトロモーニングウェイ | 30号             |            |            | ●          | ●          | ＝           | ＝         | ＝         | →          | →          | ●          | ●            | ●            | ＝         | ●          | ●          | ●          | ●          | 土休日                               |

- 凡例

●…全列車停車
○…一部列車のみ停車
→…通過
空欄・＝…経由しない

## 車両

### 現用車両
- 30000形「EXE」「EXEα」
- 60000形「MSE」
- 70000形「GSE」

東京メトロ千代田線に直通する「メトロホームウェイ」「メトロモーニングウェイ」は、地下鉄直通対応仕様の60000形「MSE」が専属で用いられる。

### 過去の車両
- 7000形「LSE」
- 10000形「HiSE」※
- 20000形「RSE」※
- 50000形「VSE」

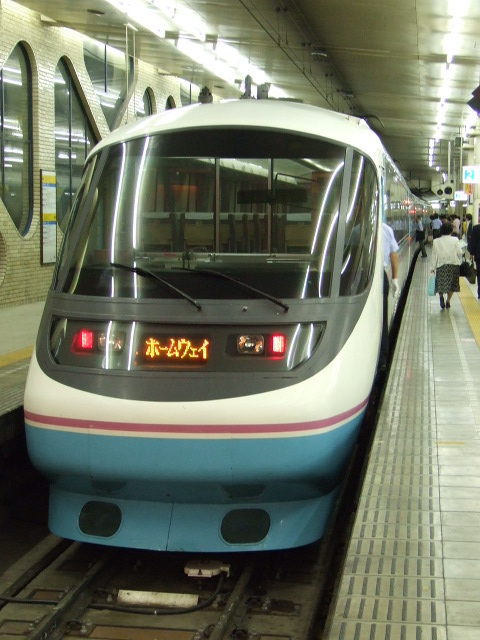
20000形RSE「ホームウェイ」

※現役時代は「モーニングウェイ」に充当されたことはない。

## 沿革

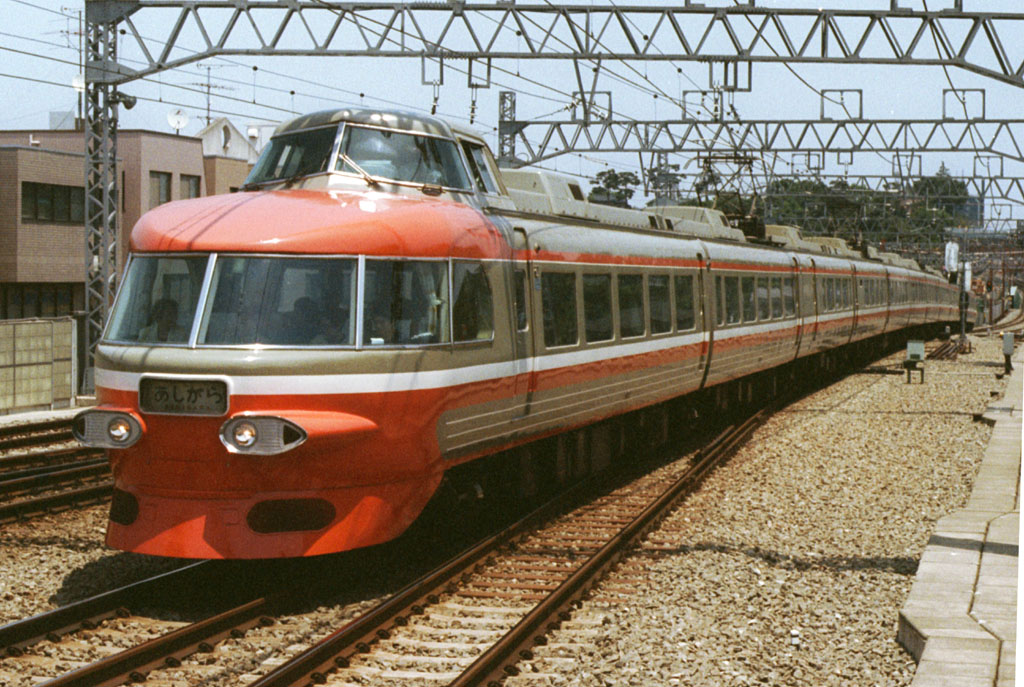
NSE「あしがら」

- 1967年（昭和42年）　朝夕時間帯、新宿駅 - 新原町田駅（現、町田駅）間に特急「あしがら」を設定。それまでの小田急特急は箱根または江の島への観光列車のみであったが、この時初めて「通勤列車としての特急」が登場。同時に、それまで認められていなかった定期乗車券と特急券の組合せによる特急乗車を認めた。これは、全国的に見ても「通勤客用着席確保列車」のさきがけとなった。
- 1991年（平成3年）　「あしがら」の上り1本について、停車駅に本厚木駅を追加する。
- 1996年（平成8年）　町田駅停車の「あしがら」を「はこね」に、従来小田原線無停車で運行されていた「はこね」を「スーパーはこね」に名称変更。また、従前には町田駅のみ停車であった「あしがら」の全列車について、停車駅に本厚木駅を追加。また、秦野発着列車が新設され、一部列車が停車するようになる。
- 1999年（平成11年）　従来から存在していた特急列車の内、18時以降に新宿駅を発車する列車の愛称を「ホームウェイ」に変更。愛称は公募による。
  - 得票1位は「ホームタウン」であったが、JR東日本がすでに主に都心から周辺ベッドタウンへ帰る通勤客向けに設定された列車に付けられる列車愛称としてこの名称を使用した特急列車（「ホームタウンとちぎ」・「ホームタウンさざなみ」・「ホームタウンわかしお」）を運行していたために、「ホームウェイ」を採用とした[3]。
- 2000年（平成12年）　新宿駅 - 唐木田駅間に「ホームウェイ」を設定。多摩線に定期列車として初めて特急が運行される。
- 2003年（平成15年）　藤沢駅止まりの「臨時ホームウェイ」を運行開始。
- 2004年（平成16年）　藤沢駅止まりの「臨時ホームウェイ」を定期化。また、江ノ島線系統の「ホームウェイ」の列車号数を小田原線系統の「ホームウェイ」と分離。
- 2008年（平成20年）　
  - 60000形「MSE」の使用開始。
  - 「メトロホームウェイ」運行開始。
- 2009年（平成21年）　新宿発着の小田原線系統の全便が本厚木駅に停車。
- 2010年（平成22年）　7000形「LSE」・10000形「HiSE」の代走として、初めて50000形「VSE」で運用される。
- 2012年（平成24年）
  - 「RSE」「HiSE」使用終了。これに伴ってスーパーシートの設定を廃止。
  - 相模大野での小田原線系統と江ノ島線系統の分割を廃止。
  - 休日の多摩線系統を廃止。
- 2016年（平成28年）
  - 18時30分発 - 22時00分発の小田原線系統を全て小田原行きとし、30分間隔となる。
  - 小田原線系統の「ホームウェイ」の一部が、海老名駅に停車。
  - 「メトロホームウェイ」を2本増発し、18時台 - 22時台に大手町駅毎時20分発の本厚木行きに統一。
  - 平日に残っていた多摩線系統を「メトロホームウェイ」を含め全廃。
  - 「VSE」の正式使用開始。
- 2018年（平成30年）[4]
  - 平日朝に新たに「モーニングウェイ」を9本、「メトロモーニングウェイ」を2本設定。
  - 21時30分発 - 22時00分発の小田原線系統の「ホームウェイ」を秦野行きに短縮。
  - 藤沢着の「ホームウェイ」を1本増発し、江ノ島線系統の全列車が新百合ヶ丘駅に停車。
  - 「メトロホームウェイ」が新たに海老名駅に停車。
  - 70000形「GSE」の使用開始。
  - 7000形「LSE」使用終了。
- 2022年（令和4年）
  - 17時以降に新宿駅を発車する列車の愛称を「ホームウェイ」に変更。
  - 50000形「VSE」使用終了。